# سي أعمر سعيد بوليفة

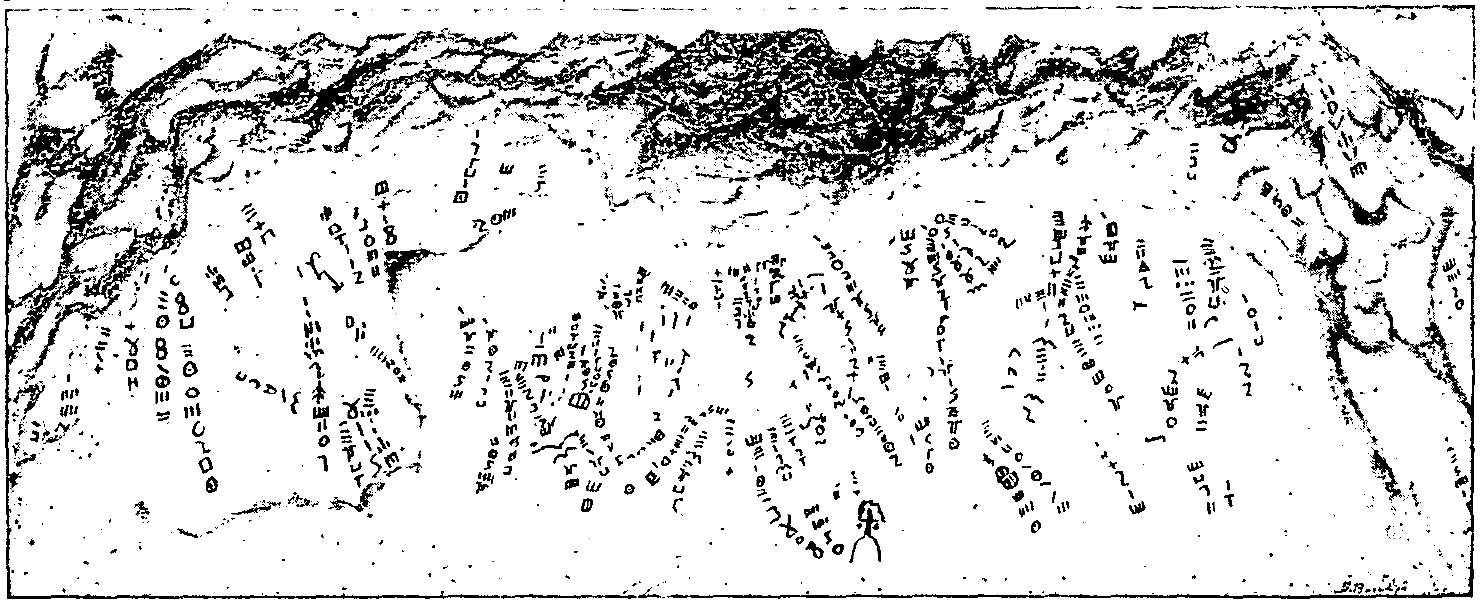
حروف تناغم التي تميز بوليفة بتدريسها

سي عمر سعيد بوليفة (بالإنجليزية: Si Amar u Said Boulifa)‏ ولد حوالي 1865 في قرية عدني في بلدية إردجين الحالية، بالقرب من تيزي وزو، في منطقة القبائل، ومات في 8 يونيو عام 1931 في الجزائر. هو عالم بربر ومعلم من القبائل الجزائري.

## النشأة
ولد بوليفة حوالي عام 1865 في قرية عدني في قبيلة إرجين، ضمن اتحاد قبائل القبائل في إيراتن في منطقة القبائل الكبرى. عائلته، آيت بلقاسم (القبايل: ات بلقاسم يوأمير)، هي عائلة مرابط متواضعة (ومن هنا جاءت «سي» من اسمه).
بوليفة هو اسم عائلته في السجل المدني الفرنسي. تركه والده عمار يتيما صغيرا. ولكن، من حسن حظه أن والدته لها صلة قرابة بقبيلة بـاتامور (بالإنجليزية: At Ameur)‏، عائلة تمازيرتة قوية من كايدز (بالإنجليزية: Caids)‏.   وهكذا أرسله سي مولا، عمه لأمه، إلى أول مدرسة افتتحت في منطقة القبايل عام 1875، وكان المرشحون لها في ذلك الوقت نادرًا.   تم افتتاح هذه المدرسة الابتدائية في تمازيرت عام 1873.
 سيكون هذا المزيج من الظروف حاسمًا لبقية حياته حيث سرعان ما التزم بمهنة المعلم، وهي الطريقة الوحيدة للترقية التي يمكن تقديمها بعد ذلك لشاب من القبائل من أصل متواضع.
بعد بضع سنوات، تم تعيينه كمساعد مساعد في تمازيرت. منذ عام 1890، بدأ في تدريس دروس القبائل في المدرسة العليا للبوزرية، ثم بعد فترة تدريب في عام 1895 في نفس المؤسسة، أصبح معاهدًا مساعدًا .
في عام 1901، تم تعيينه كمتحدث عن القبائل في مدرسة الآداب بالجزائر العاصمة. في أواخر 1904/1905، شارك في مهمة رينيه دي سيجونزاك (بالفرنسية: René de Segonzac)‏ في المغرب حيث أعاد كتابه نصوص أمازيغية من الأطلس (بالفرنسية: Textes berbères de l'Atlas)‏.  
في عام 1905، شارك في مؤتمر المستشرقين الدولي بالجزائر العاصمة ببيان حول قانون عدني .
في وصيته المؤرخة في 20 أكتوبر 1914، قدم بوليفة نفسه على أنه «أستاذ لغة البربر» في المدرسة نورمال وكلية الآداب في الجزائر العاصمة، مما يشير إلى أنه كان قادرًا على الوصول إلى رتبة محاضر في الجامعة. تقاعد عام 1929 وتوفي في 8 يونيو 1931 في مستشفى مصطفى باشا بالجزائر العاصمة. دُفن في مقبرة المسيحيين في سان أوجين بالقرب من باب الواد بالجزائر العاصمة. 

## التأثير على أصول التدريس في منطقة القبائل
كان مهتمًا بشكل أساسي باللغة، لكنه أيضًا كان يدرس بنشاط الأدب والتاريخ في منطقته الأصلية. وقد أخذ وظيفته التربوية على محمل الجد عندما طور أول طريقة تدريس كاملة في منطقة القبائل، والتي تأسست قبل عدة عقود على مبادئ الطريقة المباشرة (تعليم). قبل بوليفة، كانت هناك قواعد نحوية وصفية كلاسيكية للغاية، مع برنامج تربوي محدود.

## الأعمال
- سنة أولى للغة القبائل (لهجة الزواوة). لاستخدام المرشحين للعلاوة وبراءات الاختراع القبايلية (بالفرنسية) (الطبعة الثانية). الجزائر: أ. جوردان. 1910 [1897].
- مجموعة من قصائد القبائل (نص زواوة)، مسبوقة بدراسة عن المرأة القبايلية وإشعار عن غناء القبائل (ألحان موسيقية) (الطبعة الثانية). الجزائر: أ. جوردان. 1910 [1904].
- طريقة اللغة القبايلية (دورة السنة الثانية). دراسة لغوية وسوسيولوجية لمنطقة القبائل جرجرة. نص زواوة (بالإنجليزية: Zouaoua)‏، متبوعًا بقائمة مصطلحات. الجزائر: جوردان. 1913.
- نصوص أمازيغية بلهجة أطلس المغربية. باريس: ليرو. 1908.
- الجرجرة عبر التاريخ (من العصور القديمة حتى 1830): تنظيم واستقلال الزواوة (منطقة القبائل الكبرى). الجزائر العاصمة: برينغاو. 1925.